# François Bonnet (canoë-kayak)
Pour les articles homonymes, voir Bonnet et François Bonnet.
François Bonnet, né le 11 novembre 1947, est un céiste de slalom français.

## Carrière
François Bonnet est médaillé de bronze de C1 par équipe aux Championnats du monde de slalom 1969 à Bourg-Saint-Maurice avec Claude Baux et Michel Trenchant. Il termine 18e de l'épreuve de C1 en slalom aux Jeux olympiques d'été de 1972 à Munich.